# Багамские Острова
Бага́мские Острова́ (англ. The Bahamas; английское произношение: [bəˈhɑːməz]), официальное название — Содру́жество Бага́мских Острово́в (англ. Commonwealth of the Bahamas [ˈkɒm.ənˌwɛlθ əv ðə bəˈhɑːməz]) — государство на одноимённых островах, к северу от Карибского моря и Кубы, к юго-востоку от полуострова Флорида.
В Багамский архипелаг, в Вест-Индии, между Флоридой и Гаити, входит около 700 островов (из них обитаемы только 30, в другом источнике указано, на начало XX столетия, 6 110 островов только 20 обитаемы) и 2000 коралловых рифов. С 1629 года архипелаг принадлежал англичанам.

## Этимология
Происхождение названия точно не установлено, существуют две основные гипотезы на этот счёт. Согласно одной из них, название происходит из фразы «Taíno ba ha ma» («большая верхняя средняя земля») на местном наречии одного из ныне вымерших из аравакских языков; согласно другой гипотезе, название возникло из исп. baja mar («мелкая вода» / «мелкое море» или «отлив»), отражающего мелководье в этом районе. Высказывалась также точка зрения, что это название может происходить из слова на местном наречии Гуанахани, смысл которого точно не установлен.

## История
Первыми индейскими поселенцами на Багамских островах считаются лукаяны (отсюда название Лукайские острова), ветвь племени араваков, которые прибыли сюда примерно в IX веке. Острова были открыты европейцами в 1492 году Христофором Колумбом. Один из островов архипелага — остров Уотлинга (Сан-Сальвадор) — первая земля Нового Света, открытая 12 октября 1492 года. Тремя годами позже первые испанские колонисты обосновались на архипелаге.
Испанцы вывозили местных жителей на Эспаньолу (Гаити) в качестве рабов, и через 25 лет индейское население было практически ликвидировано, а испанцы покинули поселение когда пустынные острова обманули их ожидания, они покинули архипелаг, уведя большую часть жителей в рудники на Сан-Доминго, в Перу и Мексику, разрушили в 1641 году основанную англичанами (в 1629 году) колонию на Нью-Провиденсе и предоставили острова флибустьерам и корсарам, сделавшим их своим убежищем.
Ещё целое столетие острова оставались малозаселёнными и невостребованными, пока король Англии Карл I Стюарт не передал их генеральному атторнею Англии и Уэльса (прокурору). В 1650 году сюда снова прибыли, с Бермудских островов, немногочисленные переселенцы-англичане которые создали поселения на острове Эльютера. Тогда же на Багамах стали обосновываться пираты, создав на нескольких островах архипелага свои базы для отдыха и ремонта кораблей. Пираты были изгнаны с Багамских островов англичанами в 1718 году, в другом источнике 1720.
Багамы стали британской колонией в 1718 году, но оставались малонаселёнными до тех пор, пока сюда в конце XVIII века не прибыло около 8000 лоялистов, высланных на острова вместе со своими рабами после поражения в Американской войне за независимость (из Нью-Йорка, Флориды и Северной и Южной Каролины). Во время Американской войны за независимость, Багамы были одними из семи колоний, которые остались верными короне. Спустя три года после войны население многократно увеличилось. Кроме того, новые переселенцы способствовали появлению на островах рабов и хлопка, что определило дальнейшее будущее островов. Здесь были построены плантации по американскому образцу, но так как почва была не настолько хорошей, большинство плантаций перестало существовать в первые же годы.
В 1781 году острова были снова захвачены Испанией, однако в 1783 году Великобритании удалось их вернуть.
Когда в Великобритании в 1807 году была запрещена работорговля, Королевский Флот начал перехватывать рабовладельческие суда и освобождать рабов на Багамах. Многие лоялисты покинули Багамские острова после отмены рабства, зачастую оставляя свои земли бывшим рабам, которые начали вести скудное существование без своих хозяев, занимаясь в основном рыбной ловлей и сельским хозяйством. Хотя равенство и политические права были условными: власть на островах принадлежала белому меньшинству.
В XIX веке в аграрной экономике возникла доля контрабанды. Также важную значимость для будущего островов приобрело то, что в США появлялись богатые люди, готовые тратить деньги на отдых в тропическом раю. К концу XIX века Флорида стала туристическим регионом, и Багамы получили небольшой дополнительный доход.
В 1920 году деньги хлынули в страну рекой: после принятия в США «сухого закона» в Нассау активизировались контрабандисты. Багамы были идеальной платформой для незаконного снабжения США алкоголем, и вскоре Нассау стал огромным складом рома. Город вкладывал огромные деньги в строительство, появлялось большое количество отелей. Отмена «сухого закона» в США в 1933 году привела Багамы к Великой депрессии. Так же как и в США, Вторая мировая война обозначила конец экономического спада. 2 сентября 1940 г. США по договору «эсминцы в обмен на базы» арендовали землю на острове Эксума для расположения своей военно-морской базы на 99 лет. Во время войны очень многие американские военные приезжали на острова для отдыха, что существенно улучшало экономику Багамских островов.
После войны богатые американцы стали приезжать на острова ради отдыха, поощряемые британским губернатором и его женой — герцогом Эдуардом Виндзорским и герцогиней Уоллис Симпсон. Герцог и герцогиня внесли большой вклад в развитие туризма, так как считали, что это отличный способ вытащить Багамы из послевоенной разрухи, а после Кубинской Революции в 1959 году острова оказались в выгодном положении по причине того, что многие западные путешественники были вынуждены отказаться от курортов на Кубе. В Нассау расширилась американская база ВВС, чтобы принимать международные авиарейсы, был обновлён порт, и началась активная рекламная кампания. Подъём благосостояния спровоцировал развитие партийной политики и обострение этнических трений, поскольку белая элита получала огромные доходы от туризма, в то время как чёрное большинство так и оставалось за чертой бедности.
В 1964 году, в соответствии с новой Конституцией, островам было предоставлено внутреннее самоуправление (первым премьер-министром Багамских островов стал Роланд Симонетт), с 10 июля 1973 года — независимость. Первым премьер-министром независимого государства стал Линден Пиндлинг. Главой государства по-прежнему остаётся британский монарх.
Прогрессивная Либеральная Партия (ПЛП), поддерживаемая чёрным населением, пришла к власти в 1967 году и положила конец господству белых. Страна вступила на путь обретения независимости. 10 июля 1973 года Багамские острова стали независимым государством в составе Британского Содружества. Попытки реформ ПЛП привели к снижению стоимости недвижимости и прекращению экономического роста. Партийные лидеры погрязли в коррупции, некоторые из них были вовлечены в международную наркоторговлю. После помощи США, оказанной для прекращения наркоторговли в 1980-х годах, и выборов администрации, представляющей интересы деловых кругов, в 1992 году Багамские острова начали постепенно возрождаться.
В 1999 году ураганы «Деннис» и «Флойд» прошлись по островам, разрушив дома, дороги, рифы и курорты. К 2001 году ущерб был ликвидирован, и Багамы вновь обрели привлекательность для туристов.

## Политическое устройство

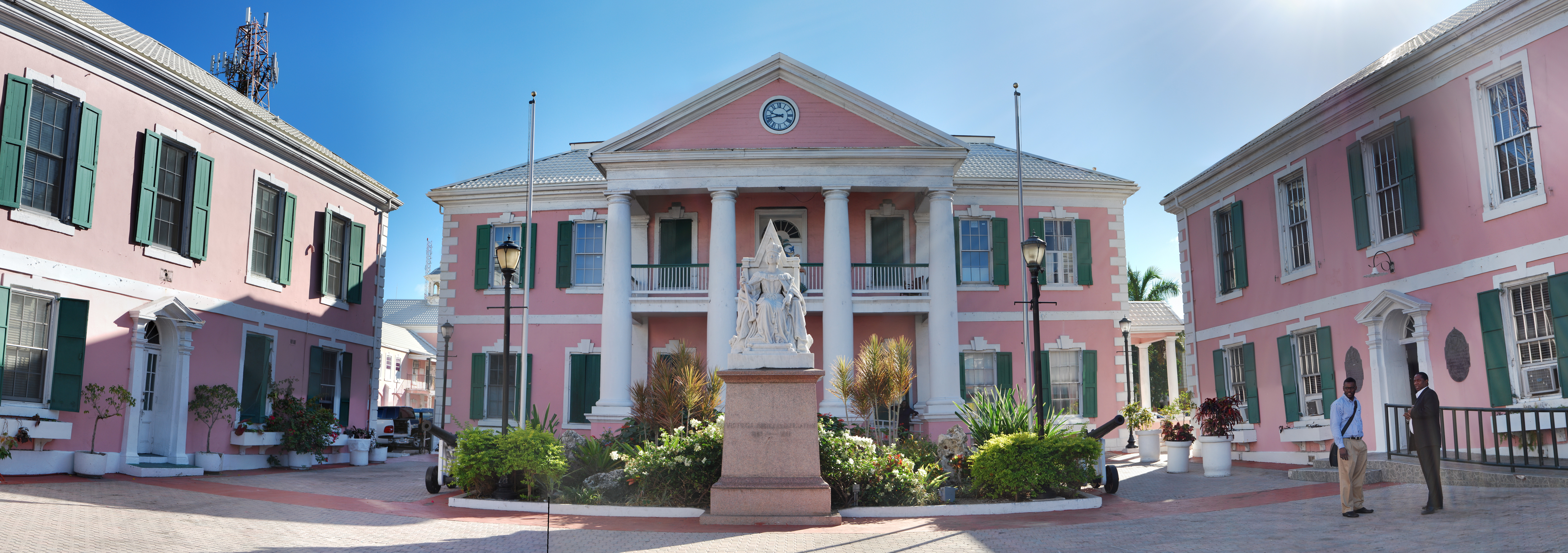
Парламент Багам, расположенный в центре города Нассау

Багамские Острова — независимое государство, в основе политического устройства которого лежит вестминстерская модель. По форме правления Багамские Острова — это конституционная монархия. Главой государства является король Великобритании. Его официально представляет генерал-губернатор, который назначается монархом по рекомендации премьер-министра и кабинета.
По структурному критерию Багамские Острова — парламентская система. Законодательная власть принадлежит двухпалатному Парламенту, состоящему из Палаты собрания, члены которой выбираются на пятилетний срок по 38 одномандатным округам, и Сената, 16 членов которого назначаются генерал-губернатором (9 — по рекомендации премьер-министра, 4 — по рекомендации лидера оппозиции, 3 — по общей рекомендации премьер-министра и лидера оппозиции). Лидер партии, получившей большинство в Палате собрания, служит премьер-министром и главой исполнительной власти. Премьер-министр назначает членов кабинета из числа своих сторонников в Палате собрания. Председатель Верховного суда назначается генерал-губернатором по рекомендации премьер-министра и лидера оппозиции. Другие судьи назначаются по рекомендации судейской комиссии. Высшим апелляционным судом выступает Тайный совет Великобритании в Лондоне.
По партийному критерию Багамские Острова — это многопартийная система, в которой доминируют левоцентристская Прогрессивная либеральная партия и правоцентристское Свободное национальное движение. На последних выборах, состоявшихся 10 мая 2017 года, из 38 мест оппозиционному Свободному национальному движению досталось 7 мест, Прогрессивная либеральная партия получила 32 места. Другим партиям мест в нижней палате Парламента получить не удалось.
Багамские Острова — это государство с демократической политической системой. Организация Freedom House относит их к группе свободных стран. В рейтинге недееспособных государств Багамские Острова занимают 134 место (группа прочных государств). В рейтинге свободных от коррупции стран они занимают 21 место (группа стран с низким уровнем коррупции).
Основные должностные лица: Карл III — король (с 8 сентября 2022), Синтия Пратт — генерал-губернатор (с 2023 года), Филип Дэвис — премьер-министр (с 2021 года).

## География

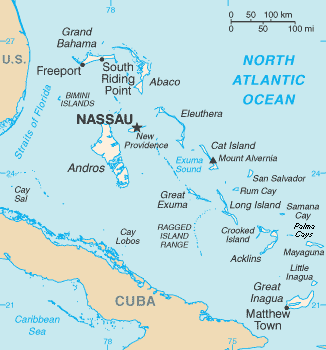
Багамские острова

Багамские острова — архипелаг, состоящий примерно из 700 островов и коралловых рифов и занимающий пространство свыше 250 тыс. км². Площадь суши — 10 070 км² — сравнима с площадью Ямайки. Географически в состав Багамского архипелага также входят острова Теркс и острова Кайкос, на которых расположена заморская территория Великобритании Теркс и Кайкос.
Население в основном сосредоточено на островах Нью-Провиденс, где располагается столица государства — Нассау, и Большой Багама. Самый крупный остров — Андрос. Острова Бимини расположены всего в 80 км к востоку от Флориды. На Большом Багаме расположен второй по величине город архипелага — Фрипорт. Самый юго-восточный остров — Большой Инагуа.

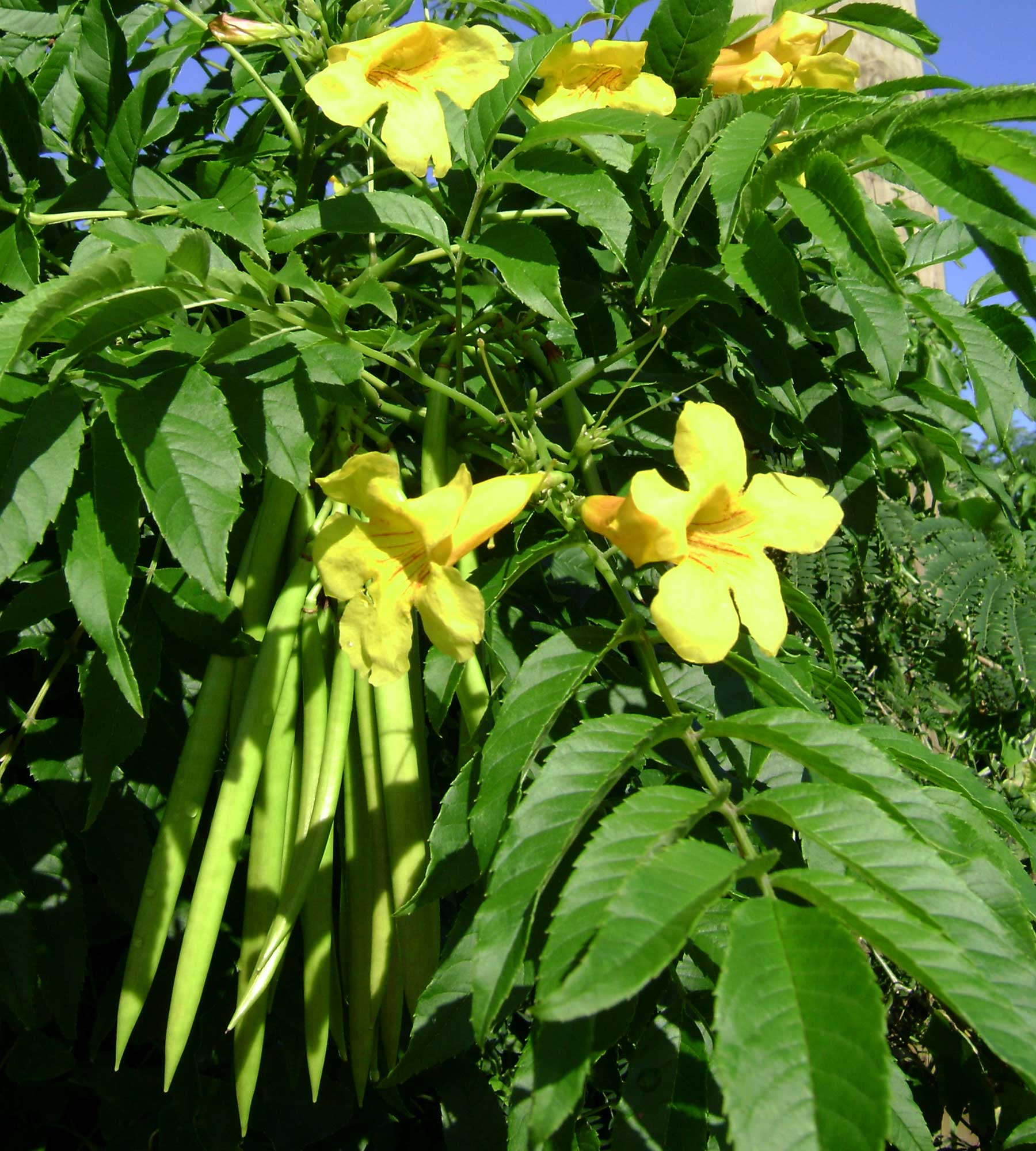
Tecoma stans с его жёлтыми цветками цветёт круглый год на Багамских островах. Он также является национальным символом

Багамские острова сложены в основном коралловыми известняками, залегающими на глубине примерно 1500 м. Затопленные участки подводных возвышений представляют собой обширные мелководья, изобилующие коралловыми рифами (крупнейшее — Больша́я Бага́мская ба́нка). Поверхность островов равнинная, широко распространены карстовые формы рельефа. На побережье островов находятся пляжи. Высшая точка архипелага находится на вершине холма Алверния, 63 метра над уровнем моря (на острове Кэт).

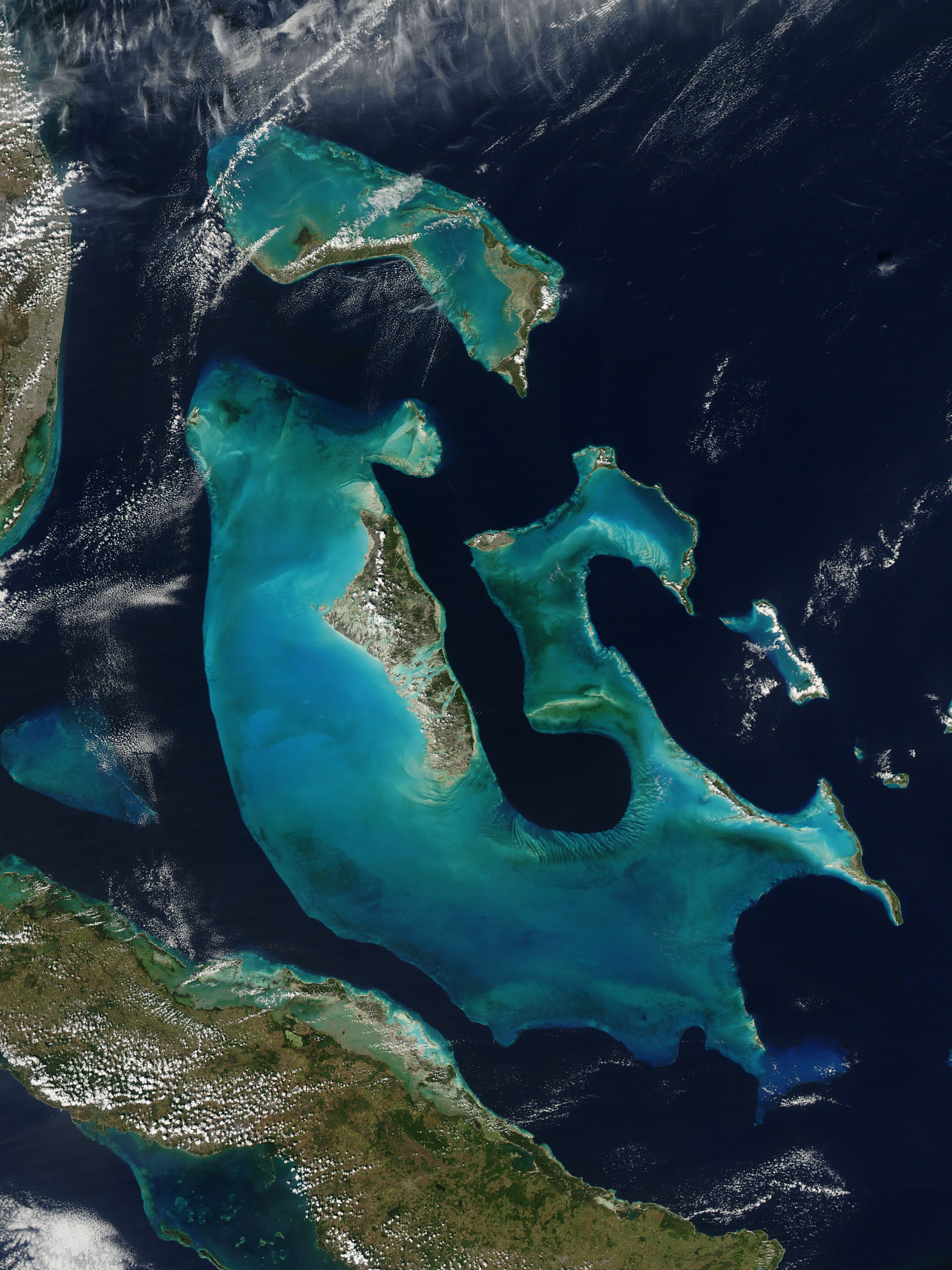
Багамы из космоса в 2009 году. Снимок NASA

Климат Багамских островов тропический, пассатный, с обильными осадками в мае-июне и сентябре-октябре. Средняя температура января — +21 °C, июля — около +30 °C. Довольно частые ураганы обрушиваются на острова с июня по октябрь.
Реки на Багамских островах практически отсутствуют. Много солёных озёр (сообщающихся с морем).
Растительный покров относительно беден. Преобладают саванны или заросли колючих вечнозелёных кустарников; значительную площадь занимают сосновые леса. На островах Андрос и Большом Абако произрастают листопадные и вечнозелёные тропические леса; на побережьях — рощи кокосовых пальм.
Животный мир довольно беден и представлен в основном птицами (большей частью перелётными водоплавающими), а также игуанами, агути и летучими мышами. Морские воды богаты рыбой, ракообразными и моллюсками. Национальный парк на острове Большой Инагуа — самое крупное скопление фламинго в мире; остров является домом для более чем 50 000 особей.
Культивируются агава (сизаль), ананас, апельсинное дерево, банан, томат, сахарный тростник.
Самые крупные острова (архипелаги), входящие в состав Багамских островов:
| Номер | Остров          | Площадь, (км²) | Население (чел.) |
| ----- | --------------- | -------------- | ---------------- |
| 1     | Андрос          | 5 957          | 7 386            |
| 2     | Абако           | 2 009          | 17 224           |
| 3     | Инагуа          | 1 679          | 913              |
| 4     | Большой Багама  | 1 373          | 51 756           |
| 5     | Лонг-Айленд     | 596            | 3 094            |
| 6     | Эльютера        | 457            | 11 000           |
| 7     | Кэт             | 389            | 1 522            |
| 8     | Аклинс          | 389            | 565              |
| 9     | Маягуана        | 280            | 277              |
| 10    | Эксума          | 250            | 6 928            |
| 11    | Нью-Провиденс   | 207            | 274 400          |
| 12    | Сан-Сальвадор   | 163            | 930              |
| 13    | Крукед-Айленд   | 148            | 305              |
| 14    | Берри (острова) | 78             | 1016             |
| 15    | Рам-Ки          | 78             | 90               |
| 16    | Бимини          | 23             | 2417             |

## Административное деление
В настоящее время государство делится на 31 район (англ. districts). Эта система была создана в 1996 году, причём, вплоть до 1999 года было 23 района.

## Население
Численность населения, человек, на:

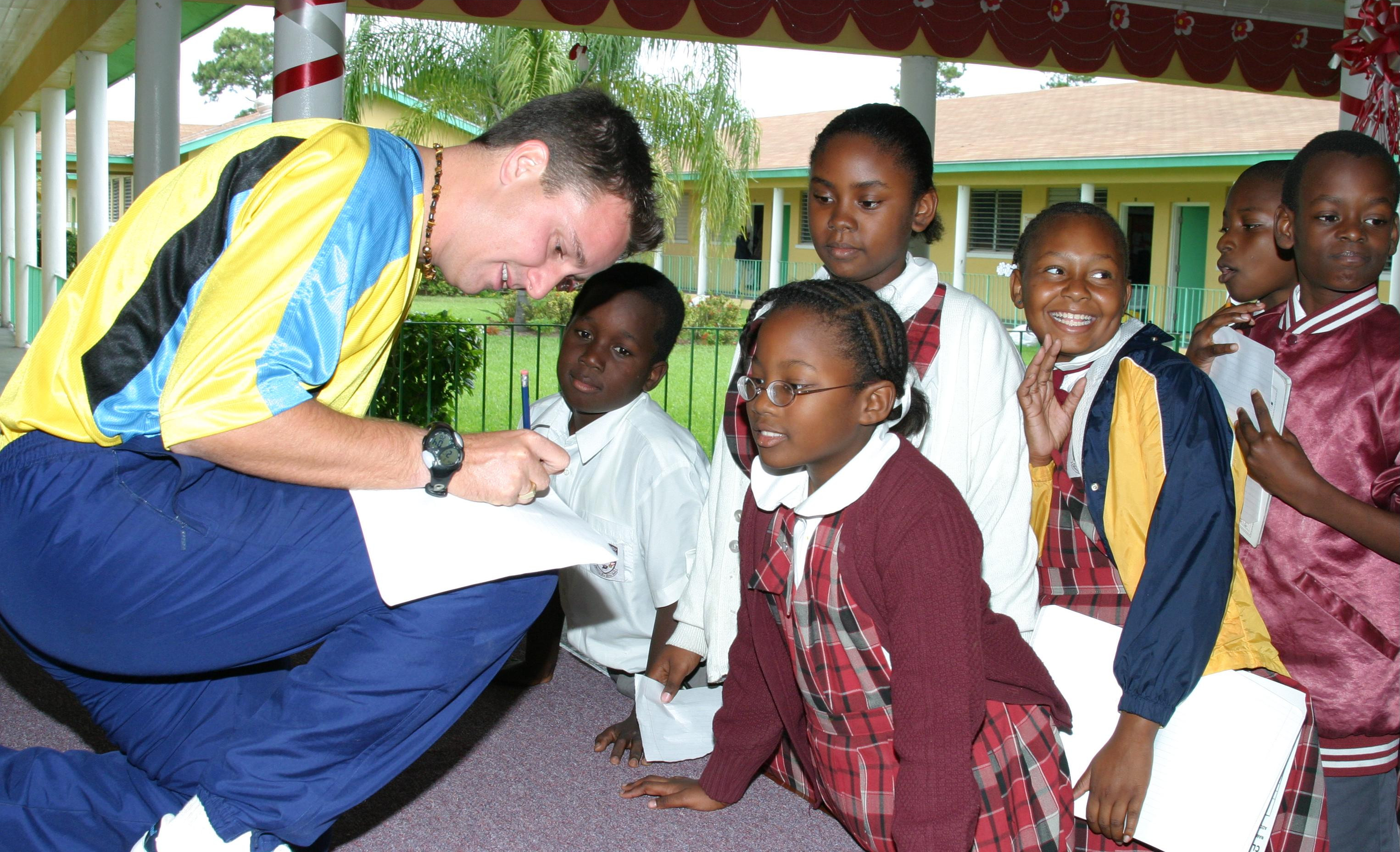
Школа на Багамах

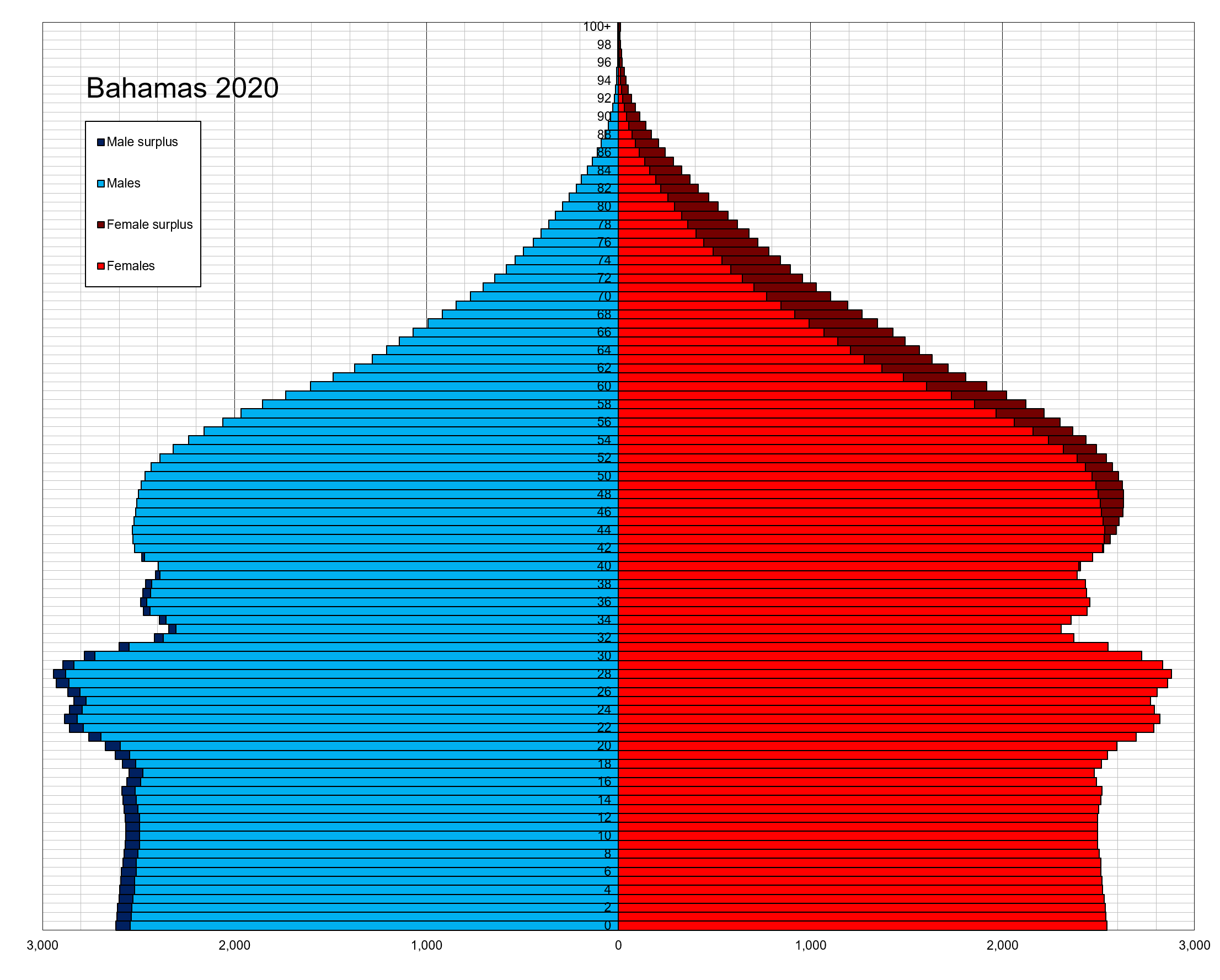
Возрастно-половая пирамида населения Багамских Островов на 2020 год

- 1881 год, на пространстве 13 960 км² до 43 521 жителей, из которых 6 500 европейцев, сюда следует также причислить Каикосские острова (550 км² с 1 878 жителями) и Туркские (25 км² с 2 845 жителями)[12];
- 54 888 (1924 год), около 70 % негров[19];
- 399 361 (май 2021 года).

Годовой прирост — 2 301 (2021 год). Рождаемость: в среднем 17 детей в день (0,70 в час). Смертность: в среднем 7 человек в день (0,27 в час).
Миграционный прирост населения: в среднем 6 человек в день (0,23 в час). Продолжительность жизни — 71,2 года (68,8 мужчины, 73,6 женщины).
Численность мужского населения — 195 313 (48,9 %), численность женского населения — 204 048 (51,1 %) (2021). Заражённость ВИЧ — 3 % (оценка 2007 года).
Этно-расовый состав: 85 % — темнокожие и мулаты, 12 % — белые, 3 % — азиаты и латиноамериканцы. Государственный язык — английский, иммигранты с Гаити используют гаитянский креольский язык (на основе французского языка). Грамотность — 95,6 % (2003).

### Религия
Багамские Острова — преимущественно христианская страна (92 %). Атеисты и агностики составляют 5,7 % населения. В 2010 году на Багамах было 6,5 тыс. спиритистов. Большинство из них — особенно на южных и восточных островах — практикует обеах — религию, похожую на вуду. Самим вуду занимаются исключительно иммигранты с Гаити, Кубы, Доминиканской Республики и Ямайки. Среди нехристианских групп также следует назвать веру бахаи (1,4 тыс.), иудаизм (300 человек), индуизм (100 человек).
Крупнейшими христианскими группами являются баптисты (75 тыс.), католики (51 тыс.), пятидесятники и харизматы (43 тыс.), англикане (27 тыс.), адвентисты (21 тыс.) и методисты (16 тыс.).

## Экономика

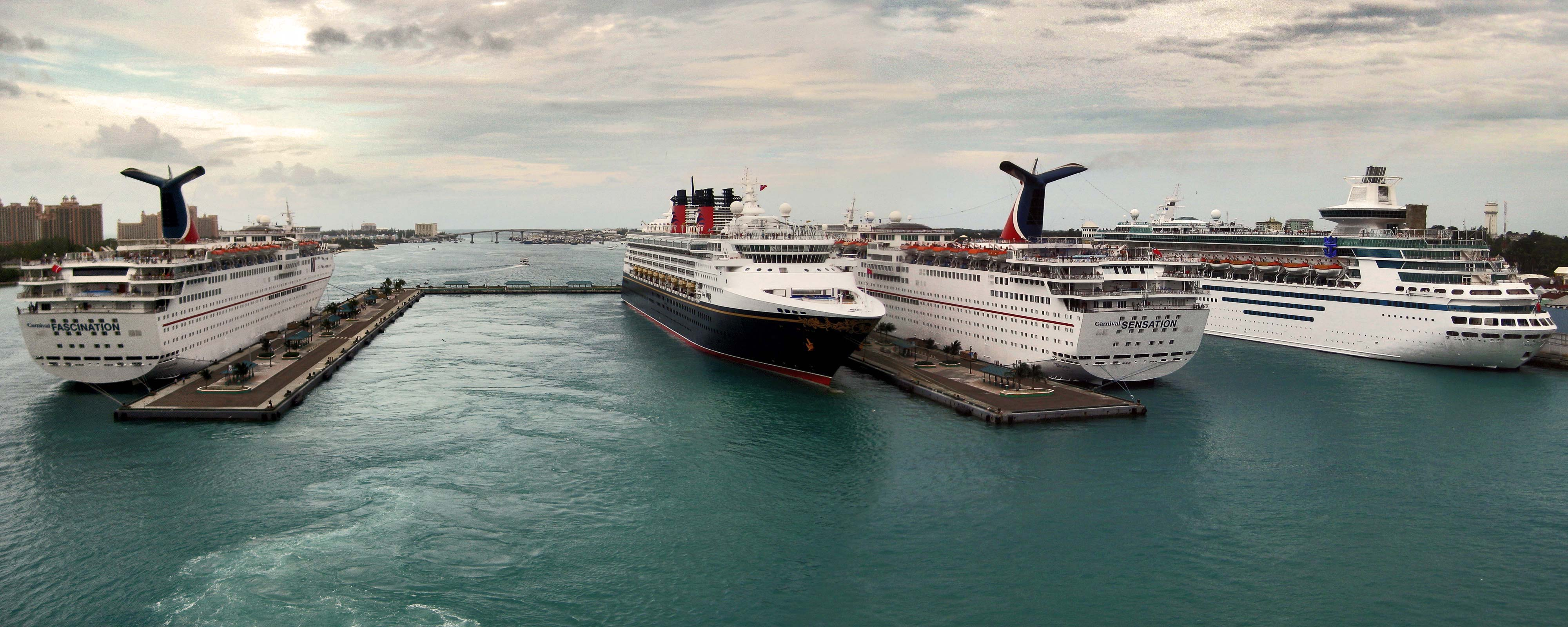
Круизные лайнеры в бухте Нассау

Багамские Острова — развивающееся государство, специализирующееся на международных и туристических услугах. Туризм даёт Островам свыше 60 % ВВП. С туристическим бизнесом прямо или косвенно связана примерно половина занятого населения. Большинство туристов прилетают или приплывают из США.
ВВП на душу населения (в 2015 году) — 24 394 долл. (30-е место в мире, между Испанией и Бахрейном).
Сельское хозяйство (5 % работающих) — цитрусовые, овощи, домашняя птица.
Промышленность (5 % работающих) — производство цемента, транспортировка нефти, добыча соли, производство рома, добыча арагонита, фармацевтическое производство.
Туристический бизнес и банковское дело — 50 % работающих, в других сферах услуг — 40 % работающих.
Входит в международную организацию стран АКТ.

## Транспортная система
На острове Нью-Провиденс около 1000 км дорожных путей (часть из них находятся в частном владении), 209 км на Элеутере, 156 км на Большой Багаме и более 885 км на внешних островах.
Нассау (Нью-Провиденс), Фрипорт (Большой Багама) и Мэтью-Таун (Инагуа) — основные порты Багамских островов. На внешние острова несколько раз в неделю ходит почтовое судно из Нассау.
Основные аэропорты государства: Международный аэропорт имени Линдена Пиндлинга, крупнейший аэропорт Багамских островов и самый большой международный аэропорт страны, расположен на западе острова Нью-Провиденс в 16 км от Нассау, и Международный аэропорт Фрипорта, расположенный в 5 км от города. Кроме этого, на остальных островах располагаются ещё 60 аэропортов и взлётно-посадочных полос.

## Средства массовой информации
На Багамах нет государственных ограничений в области печати и радио- или телевизионного вещания.
Государство взаимодействует с единственной телевещательной организацией — ZNS Bahamas, которую финансирует Телерадиовещательная Корпорация Багам (BCB). Широко доступно кабельное телевидение. BCB также управляет Радио Багам — основной государственной радиостанцией.
Ежедневные газеты «Багама Джорнэл» (The Bahama Journal), «Фрипорт Ньюс» (Freeport News), «Нассау Гардиан» (The Nassau Guardian) и «Трибьюн» (The Tribune); «Панч» (The Punch) выпускается 2 раза в неделю, и есть ещё несколько еженедельных газет. «Багамас Турист Ньюс» (The Bahamas Tourist News) и журнал «Уотс Он» (What’s On) выходят раз в месяц, также доступны международные выпуски этих изданий.
По данным 2007 года, пользователями Интернета на Багамах являлись 362 человека на 1 000.

## Система образования

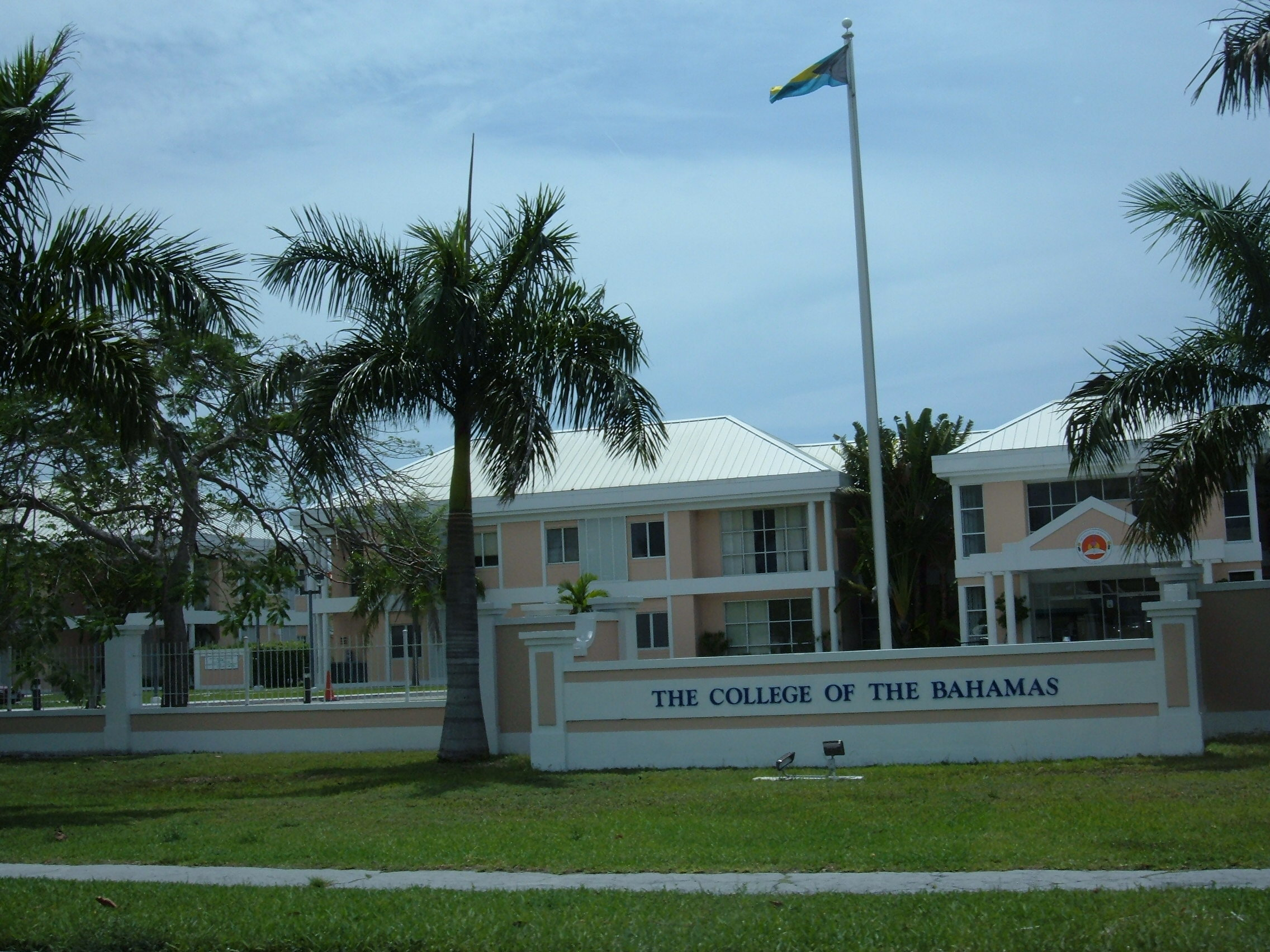
Колледж Багамских Островов

Обязательное образование на Багамах ограничивается 12 годами и начинается с 5-летнего возраста.
Соотношение по зачислению составляет 88 % для начальных школ и 84 % для средних (2006). Соотношение количества учеников к преподавателям примерно 15:1 в начальной и 13:1 в средней школе (2006). Учебный год начинается в сентябре.
Колледж Багамских Островов (The College of The Bahamas) — главное высшее учебное заведение страны. В 1998 году была открыта The Eugene Dupuch Law School на базе Университета Вест-Индии. Похожие учебные планы и программы предлагаются в школах права Мэнли (Manley Law School) и Вудинга (Wooding Law School). Студенты также могут поступать в Университет Вест-Индии, который имеет филиалы в Нассау и кампусы на Ямайке, Барбадосе и в Тринидаде и Тобаго.
Другие высшие технические и профессиональные учебные заведения и частные колледжи предоставляют подготовку специалистов по следующим дисциплинам: богословие, секретарские навыки, бухгалтерский учёт и информатика.